# 堀内良平
堀内 良平（ほりうち りょうへい、1870年12月24日（明治3年11月3日） - 1944年（昭和19年）7月4日）は、日本の実業家、政治家、文筆家である。富士身延鉄道（現：身延線）、富士山麓電気鉄道（現：富士急行）、東京乗合自動車（戦時統合を経て現在の都営バス）の設立と経営に尽力し、山中湖一帯の別荘地開発を推進した。このことにより、富士急行グループの事実上の創業者と見なされ、甲州財閥の一人とされる。新聞記者であったこともあり、「堀内浩庵」というペンネームで執筆活動を行っており、富士五湖の命名者である。また日蓮宗を深く信仰していた。

## 来歴

### 生い立ち
1870年12月24日（明治3年11月3日）、甲斐国東八代郡、のちの黒駒村（現：山梨県笛吹市）の郷士であり名主の堀内藤右衛門（十三代目）の長男として生まれる。1883年（明治16年）、尋常小学校の高等科を卒業し、黒駒村役場の吏員となる。1886年（明治19年）、学問の道を志して、黒駒村役場を辞し、東八代郡南八代村（現：笛吹市八代町南）の加賀美嘉兵衛が開いた私塾「成器舎」で学ぶことを選んだ。1888年（明治21年）、結婚。

### 上京
1892年（明治25年）、家族の反対を押し切り、弟3人と共に上京。伯爵、烏丸光亨の邸宅に居候しながら、東京法学院に入学。その一方で、烏丸光亨と共同で駿河台に書生向けの寮を開き経営。また烏丸邸宅を借りて私塾を開いた。

### 山梨へ帰郷
郷里の黒駒で報知新聞の販売権を手に入れ、1897年（明治30年）に帰郷した。報知新聞の新聞店経営の傍ら、自身も報知新聞山梨支局長として記事を執筆した。また「育英塾」と名付けた私塾を開く。しかし、塾経営は不振であり、窮余の一策として御料林払下げ運動を行い、耕地の拡大を目指した。
御料林払下げ運動で住民らの信頼を勝ち取り、上黒駒郵便局長に就任。さらに周囲の推薦をうけて、東八代郡の郡会議員選挙に立候補し、当選した。

### 甲州葡萄酒への経営参画
1902年（明治35年）、甲州葡萄酒を経営していた浅尾長慶に経営参加を打診された。堀内は甲州葡萄酒社長に就任し、甲州財閥として名を知られていた小野金六へ協力を要請するため上京し、直談判に及んだ。また、弟の堀内伝重を甲州葡萄酒大阪支社長とし、1903年（明治36年）大阪で開かれた第五回内国勧業博覧会に出品をするなど営業活動を進めた。

### 再上京
1907年（明治40年）10月、山梨県会議員選挙に東八代郡から立候補し、当選した。しかし、12月になり県会選挙無効の訴訟が起きた。投票用紙を再検査した甲府裁判所は東八代郡選挙区の無効の判決を下した。このため補欠選挙が行われたが、堀内は立候補をとりやめた。
1908年（明治41年）、上黒駒郵便局長の職も辞し、再上京した。報知新聞に経済部記者として入社。この頃、同じ山梨県出身で甲州財閥の一人として鉄道経営を手広く行っていた根津嘉一郎と知遇を得た。また國民新聞の徳富蘇峰ともこの頃より交遊を持つ。

### 富士身延鉄道の設立
1909年（明治42年）、報知新聞を辞した。堀内は甲府から静岡県富士川までの鉄道事業を計画し、これまで築いてきた山梨出身の財界人との人脈を使って建設運動を始めた。根津嘉一郎はこの話に前向きであったが、小野金六は当初出資に対して否定的であった。時間をかけて、小野金六を説得した。
1911年（明治44年）3月、静岡県大宮町（現、富士宮市）から甲府市までの鉄道免許を鉄道院に提出。しかし、大宮町から加島村（現、富士市）の間には、富士鉄道が軽便鉄道を免許をもち、鉄道馬車を走らせていた。このため同区間の免許が下りなかった。このため、富士鉄道の買収交渉を進め、1912年（明治45年）になり富士鉄道は買収に応じた。同年4月、正式に富士身延鉄道が創立し、小野金六が社長、堀内は専務取締役に就任した。
1913年（大正2年）7月に加島（現：富士駅）と大宮（現：富士宮駅）の間が開通した。1915年（大正4年）には芝川駅まで開通。しかし、資金難で工事中断に追い込まれた。

### 東京乗合自動車の設立
堀内を顕彰した『富士を拓く』によると、「東京市営の路面電車がいつも満員であったのに着目し、東京でのバス事業を画策した」となっている。バス事業者団体が発行した『日本自動車交通事業史』によると、「明治末期から日本各地で乗合自動車事業が始まっていることに着目し、大正2年頃から研究を始めた。鉄道関連の機器の輸入で付き合いのあったセール・フレザー商会の中村氏から乗合自動車事業の将来性を説かれ、事業化の確信を得た」としている。
渡辺銀行の頭取、渡辺六郎に相談したところ、渡辺は社長就任を条件に、資金提供を行った。堀内は専務として経営陣に加わることになった。1917年（大正6年）に警視庁へ認可申請を行った。
堀内は軍用自動車補助法を活用し、バス購入に際して補助金を得た。また広く株式を公募し、資金を集めた。1919年（大正8年）3月、新橋を起点に2路線を開業した。
設立当初、乗客数は伸びたが、不景気の影響で経営状況は低迷していた。1921年（大正10年）、減資を実行、また社名を東京乗合自動車に改称して再出発を図った。1923年（大正12年）9月1日、関東大震災が発生する。震災を期に東京乗合自動車は営業路線を拡大し、成長軌道にのった。

### 富士身延鉄道の経営

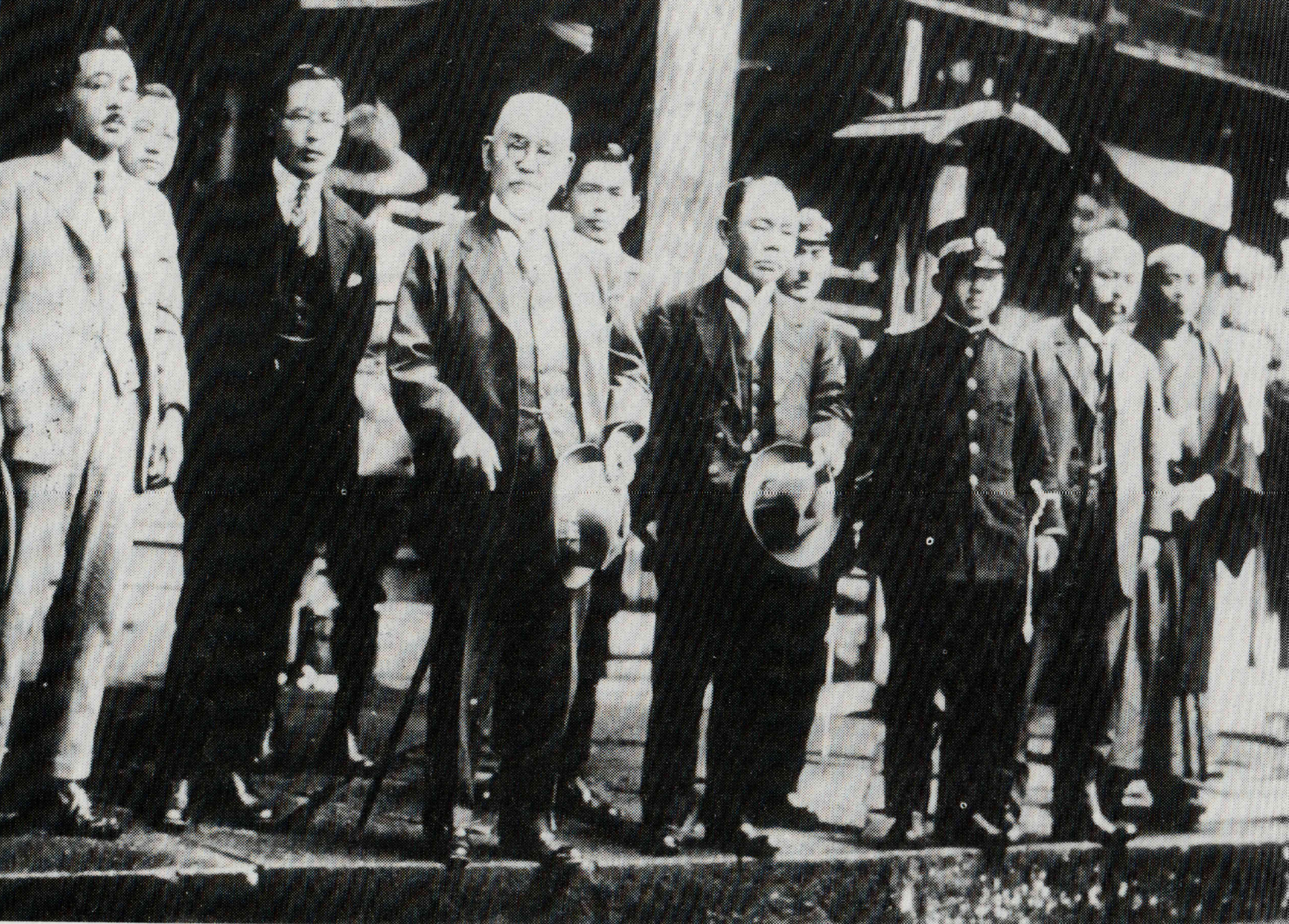
1925年5月、富士身延鉄道を視察に訪れた後藤新平（左3人目）と案内をする堀内良平（左4人目）

1918年（大正7年）、鉄道敷設工事を再開し、芝川と十島駅間が同年8月に開通。同年10月には、内船南部駅（現：内船駅）まで開通。翌1919年（大正8年）甲斐大島駅まで開通。しかし同年8月の暴風雨で被害にあい、復旧工事に営業収入の三分の一を費やした。
1923年（大正12年）4月、小野金六の死去を受けて富士身延鉄道の社長に就任した。また弟の堀内宗平を富士身延鉄道の支配人として招聘した。
1926年（大正15年）の株主総会で鉄道の電化を決定、合わせて増資を実施した。1927年（昭和2年）6月、加島（現：富士駅）から身延駅までの電化が完了。また、同年12月に身延駅から市川大門駅まで開通。
当初、市川大門から甲府までの間は鉄道省の官営事業として行われる計画であったが、堀内の請願により富士身延鉄道での敷設で認可が降りた。1928年（昭和3年）3月、市川大門駅から甲府駅まで全線開通を果たした。

### 最初の富士北麓の開発計画
かねてより富士山麓の北側一帯の土地開発を考えていた堀内は山梨出身の財界人と共に計画を立案し、1916年（大正5年）に山梨県知事となった山脇春樹の協力を仰いだ。山脇もこれに同調し、富士山麓の山梨県側を一大観光地とすべく堀内に取りまとめ役を要請した。
1918年（大正7年）、甲府市内で富士山麓開発準備委員会が、山梨県知事の山脇春樹、小野金六など山梨の政財界人を招いて開かれた。計画では、西湖、精進湖、本栖湖にまたがる県有林を別荘地として開発。大月から船津までの馬車鉄道を電化し、本栖湖から富士身延鉄道の下部まで電気鉄道を新設するものであった。
しかし、県有林に別荘地を開発するという計画に、「開発動機に不純の影あり」として世論の反対が強く、県議会も反対した。このため山脇の計画は頓挫することになった。

### 東京乗合自動車の社債デフォルト
1927年（昭和2年）3月14日に第52回帝國議会で大蔵大臣片岡直温が「東京渡辺銀行が破綻した」と発言した。このため翌3月15日、東京渡辺銀行は休業となった。しかし東京渡辺銀行はそれ以前より経営難の噂があり、支店段階では取り付け騒ぎが発生していた。これを東京乗合自動車の日銭で乗り切る状況であった。また、社長の渡辺六郎が東京乗合自動車名義の支払手形を乱発し、東京渡辺銀行の資金に流用していることが発覚した。
渡辺六郎が社長を辞任したのち、1931年（昭和6年）、堀内が社長に就任した。堀内の仕事は、渡辺家への債権回収と経営の立て直しであった。堀内は経営再建をすすめる一方で、東京市電気局に対して東京乗合自動車の身売り交渉を行っていた。しかし、1931年3月には社内の内紛により、社長を辞し、相談役になった。7月には相談役も辞任し、東京乗合自動車から去った。

### 富士山麓土地開発と富士山麓電気鉄道の開業
1922年（大正11年）10月、当時の皇太子（昭和天皇）が富士五湖へ巡幸。1924年（大正13年）には、富士北麓が名勝仮指定地に選定を受けた。
一度、世論の反対で頓挫した富士北麓の観光地開発であるが、1924年（大正13年）6月、開発に前向きな姿勢であった本間利雄が山梨県知事として着任した。本間は着任後まもなく、県庁内に「富士嶽麓開発調査委員会」を設置、「富士嶽麓開発計画書」を取りまとめた。
1926年（大正15年）、「富士山麓電気鉄道」と「富士山麓土地」が設立された。代表取締役に堀内が就任した。富士山麓電気鉄道は、大月から吉田まで敷設されていた鉄道をさらに延伸し、吉田から山中湖へ向かう線と吉田から本栖湖を経由して下部までの線を免許申請した。また、富士山麓土地は山梨県の県有林を借地した富士五湖一帯を、別荘地として開発する目的で設立された。
1927年（昭和2年）、富士山麓電気鉄道は大月と吉田の間ですでに軌道路線を持っていた「富士電気軌道」を買収。1928年（昭和3年）、吉田と鳴沢村の間に鉄道馬車を走らせ、吉田と精進湖の間にバス路線を持っていた「富士回遊軌道」を買収。同年12月、吉田で起工式が行われた。1929年（昭和4年）6月、新設の鉄道線が大月と吉田の間で開通した。また、同年8月に「山中湖ホテル」を開業。富士山麓土地は山中湖の湖畔の旭日丘に別荘地を開発し、販売を始めた。
1927年（昭和2年）、東京日日新聞と大阪毎日新聞（現毎日新聞）が共催で、「日本新八景」選定のためハガキ投票を企画した 。1976年に富士急行から刊行された『富士山麓史』によると「湖沼の部には山中湖と河口湖とそれぞれが独立した名称で名乗りをあげていた。この時、堀内良平の胸にひらめいたのが『富士五湖』の名であった。山中湖や河口湖の名では、まだ、どこの湖とも知れず、さらに投票が個々に分散して不利になる。（中略）良平は新聞社に行き『富士五湖』の新名称で投票することの了解を取るとともに、自社の株主に一株一枚の投票を呼びかけた。締め切りまでに富士五湖に寄せられた票は360万票、湖沼の部日本一となった」とある。審査の結果「富士五湖」は「日本二十五勝」に選定され、富士山麓の知名度向上に寄与した。
しかし、不景気の影響が大きく、経営状況は厳しかった。そこで山中湖付近に大学の学生寮を誘致。1935年（昭和10年）に富士ゴルフ場を開設。また1933年（昭和8年）には、1周1600メートルの「富士競馬場」を突貫工事で建設し、8月にナイター競馬を開催している。
このような増収策も経営を好転させるに至らず、「富士山麓電気鉄道」と「富士山麓土地」を合併し、山梨県の県有林を一部返還するなどの事業規模縮小を行った。

### 衆議院議員
1930年（昭和5年）、第17回衆議院議員総選挙において、江木翼からの出馬要請を受けて立憲民政党から山梨全県区に立候補し、初当選。しかし、第18回衆議院議員総選挙で落選。第19回衆議院議員総選挙で再び立憲民政党から立候補し、当選を果たしたのち、同党の院内総務を務めた。

### 富士身延鉄道の国営化
富士身延鉄道は、当初の見積りよりも多額の工事費を費やし、また住民の少ない山間地を走るため運賃収入が伸び悩んだ。このため、運賃も高めに設定されていた。1931年（昭和6年）、中国大陸での軍事活動に必要な物資や兵員輸送のために鉄道の統制化が議論されるようになると、富士身延鉄道沿線の住民たちは「富士身延鉄道国営期成同盟会」を組織し、内務省や鉄道省に富士身延鉄道国有化の陳情を行うようになった。
この状況に、根津嘉一郎の番頭として富士身延鉄道の取締役を務めていた河西豊太郎などが内部から国営化を画策した。しかし、堀内は、鉄道私営論を展開しており、富士身延鉄道の国営化に際して、これが問題となった。最終的には、根津嘉一郎に引導を渡される形で、社長を辞任した。ただしこれは堀内の業績を顕彰した『富士を拓く』での記述であり、異説もある。

### 富士山麓電気鉄道のバス事業活動
1927年（昭和2年）、大月から河口湖にかけてバス路線を有していた「桂自動車」を富士山麓電気鉄道が買収。次いで、1928年（昭和3年）「大月自動車」を買収した。
1933年（昭和8年）、御坂国道バス株式会社を設立。甲府から石和を経由し吉田までの路線バスを開業した。また1937年（昭和12年）に「富士自動車」を買収、1939年（昭和14年）に「松田自動車」を富士山麓電気鉄道と合併。富士山を一周するバス路線を構築するとともに、小田原地域への進出も図った。

### 晩年
1942年（昭和17年）の第21回衆議院議員総選挙を前に、議員引退を決意。後継者として長男の堀内一雄が大政翼賛会の推薦を受けて出馬し、当選した。その後、執筆活動に励み『皇道と日蓮』、甲斐国八代郡上黒駒村出身で幕末の侠客であった黒駒勝蔵の伝記本である『勤王侠客黒駒勝蔵』を出版した。
1944年（昭和19年）7月4日の朝、代々木の自宅で倒れた。その日の夕刻に死去。死因は脳溢血。
同年7月6日、遺体を乗せた霊柩車は自宅から甲州街道を西に向かい、上野原市で代議士仲間からの焼香を受けたのち、大月から富士山麓電鉄の沿線に従って富士吉田に入った。会社前で従業員はじめ約500人の弔問を受けた。その後、御坂から故郷の黒駒を抜け、鰍沢を経て身延山久遠寺に到着した。当時の法主、深見日円が導師となり、久遠寺の僧侶全員が参列する本山葬が営まれた。

## 人物

### 信仰
鎌倉時代、日蓮が堀内家に宿泊するなど関わりが強かったこともあり、堀内自身も日蓮宗の熱心な信徒であった。富士身延鉄道を設立するために奔走していた際に、出資に消極的であった小野金六を説得するため、日蓮宗の総本山である身延山久遠寺にでむき、鉄道敷設の賛意を取り付けた。小野金六は、身延山の日慈大僧正の懇望によって発起人に名を加えたといわれる。また、富士身延鉄道の営業収入が低迷していた際には、沿線にあった身延山詣による集客営業に力を尽くした。このため「商売となれば日蓮宗の太鼓も叩く」と揶揄された。身延山久遠寺の信徒総代となり、以降も一雄、光雄、光一郎が総代を務める。

### 黒駒勝蔵研究
幕末の侠客であった黒駒勝蔵について、堀内良平はその生涯にわたって熱心に調査を行った。黒駒勝蔵の生家は、堀内と同じ黒駒村にあり、親類の間柄であった。黒駒勝蔵の名誉回復を願ったものだともいわれる。
大正期、当時の流行作家であった松田竹の嶋人に資料を提供して、黒駒村を案内してまわり小説執筆を依頼した。これは大正13年から『都新聞』に『黒駒の勝蔵』として連載された。さらに堀内は、子母澤寛を山梨に招いて案内し、黒駒勝蔵に関する資料を提供したうえで、子母澤に黒駒勝蔵について長編小説執筆を依頼した。この依頼は堀内の死後、『駿河遊侠伝』として1962年に産経新聞で連載された。さらに子母澤は清水次郎長と黒駒勝蔵を対比させた『富岳二景』も発表している。
堀内自身は執筆した『勤皇侠客黒駒勝蔵』を「随筆程度」としており、同書は事実とフィクションを明確に区別した執筆姿勢でないことが指摘される。後年、黒駒勝蔵について小説を書いた今川徳三は、「『勤王侠客黒駒勝蔵』は堀内良平自身が直接書いたものではなく、別人が執筆したものだと聞いた」と書いている。また今川は『勤王侠客黒駒勝蔵』 について「資料不足のため、明らかにこじつけや誤りとみられる箇所がある」と指摘している。
一方で、同書には堀内が逸話・伝承などの聞き取りを行った関係者の実名など具体的な情報源が記されており、博徒研究において文献史料が少ない観点から、民俗資料としての価値も指摘される。

### 鉄道民営化論
堀内は鉄道国有化について「この国有鉄道を日本が始めた理由について考えてみると、これは軍事上の必要から来たことが第一の原因であると思う」と述べている。堀内は「民営会社なら徴収し得る所の財源一億円というものを、国有鉄道のために免除している」、「別に政府が鉄道を持たないと言っても、国家非常の際においては鉄道を政府に提供し、軍事輸送をおこなうという方法は少しも差し支えない」と主張した。
一方、鉄道および自動車の行政について、鉄道省、内務省、逓信省のそれぞれから認可を得なければならず、これを改めて「交通行政の統一を図るべき」とも主張していた。

### 戦時体制についての態度
堀内の業績を顕彰した本である『富士を拓く』には、戦時体制時に木炭を代用燃料としたバスの研究を行った話、軍部に鉄道レールの供出を断った話、反軍演説を行い衆議院議員を除名処分となった斎藤隆夫を、その日に慰めながら斎藤の自邸まで送った話が記述されている。
一方、1941年、堀内は『皇道と日蓮』を書いている。『富士を拓く』では、同時期に執筆したとされる『勤王侠客黒駒勝蔵』について数ページに渡って詳しく解説を加えている一方で、『皇道と日蓮』については数行のみの記述である。『皇道と日蓮』の中で堀内は立正安国論の要点を「一、内は日本仏法を信条として、我が国民思想の統一強化を図り、一、外は之を世界万邦に及ぼして、全人類の教化を期した」ことにあるとした。さらに「（立正安国論には）八紘一宇の大詔に副ひ奉る『世界的日本教』の創意が明らかに見られる」と書いている。

### 山中湖別荘地開発の姿勢
山梨県庁側で富士山麓の開発を取りまとめていた「富士嶽麓開発調査委員会」は、その後「山梨県景勝委員会」に拡大され、顧問に林学の権威であった田村剛を招いた。田村は、自然を利用して国民一般を広く社会教育する場をと考え、富士山域を国立公園にする計画にあたって「地方平民的」で「國民を對象とし、あらゆる階級の利用に適する」施設の建設を求めた。
これに対して堀内は、軽井沢を理想とし、上流階級に限定した別荘地としての開発を考えていた。先の国立公園にする計画の質疑の中で、堀内は「学者村とか、役人村とか外人村とか区別した方が、さう云う気分の人が集まるから確かに便利であらうと思ふ。変つた階級の人が混合して集まらないようにしたい」と発言している。
1930年（昭和5年）に、山中湖の旭日丘に別荘23軒が完成すると、懇意にしていた徳富蘇峰に別荘を無料提供した。徳富蘇峰は、東京日日新聞に「富士便り」という富士山麓の開発する様子を書き記した記事を連載した。また、堀内は山中湖に学校村をつくり大学の合宿所の誘致を行った。次男の堀内義男の出身校である慶応義塾に土地を寄付した。また東京帝国大学（現：東京大学）の学校寮をはじめ、千葉医科大学（現：千葉大学医学部）、麻布中学校などが学校寮を建てた。
このような営業努力の結果、山中湖には若槻禮次郎、松井石根などが別荘を購入した。このため堀内の試みはある程度達成したと言える。

### 富士身延鉄道社長辞任
堀内は1931年（昭和6年）に富士身延鉄道社長を辞任した。この原因について『富士を拓く』では、富士身延鉄道の国有化に反対の立場をとったため、根津嘉一郎から辞任を要求されたと書かれている。
しかし異説もある。関東大震災により経営不振に陥った國民新聞は、1926年（大正15年）5月、根津嘉一郎の出資を受けて、徳富蘇峰との共同経営となった。このとき、徳富蘇峰に根津嘉一郎を紹介した一人が堀内良平であった。また堀内良平は國民新聞の新経営陣の一人として取締役に就任した。しかし根津と徳富の間に編集方針をめぐって確執が生じ、1929年（昭和4年）に徳富は社長の座を追われることになる。堀内は懇意にしていた徳富蘇峰を支持したため、根津から富士身延鉄道の社長を追われたとするものである。

## 家族・親族
『富士を拓く』によると、「堀内家は甲斐源氏の祖である源清光にまで遡ると、清光の子、逸見光長の系譜が堀内を名乗るようになった」としている。また同著には、身延山久遠寺の記録を引用し、鎌倉期の1282年（弘安5年）、病を得て湯治に向かうため身延山を下りた日蓮が堀内家に立ち寄ったとの記載もある。幕末の侠客であり、堀内が伝記本を執筆した黒駒勝蔵とは生家が近く、親類の間がらであった。

### 系譜
|              |      |      |      |      |      |  |  |            |            |            |            |            |            |          |          |          |      | 小林中   | 小林中   | 小林中   | 小林中   | 小林中   | 小林中   |  |  | 小林喬   | 小林喬 | 小林喬 | 小林喬 | 小林喬 | 小林喬 |  |  |            |  |  |  |  |  |          |  |  |  |  |  |  |  |  |  |
|              |      |      |      |      |      |  |  |            |            |            |            |            |            |          |          |          |      | 小林中   | 小林中   | 小林中   | 小林中   | 小林中   | 小林中   |  |  | 小林喬   | 小林喬 | 小林喬 | 小林喬 | 小林喬 | 小林喬 |  |  |            |  |  |  |  |  |          |  |  |  |  |  |  |  |  |  |
|              |      |      |      |      |      |  |  |            |            |            |            |            |            |          |          |          |      |          |          |          |          |          |          |  |  |          |        |        |        |        |        |  |  | 堀内詔子   |  |  |  |  |  |          |  |  |  |  |  |  |  |  |  |
|              |      |      |      |      |      |  |  |            |            |            |            |            |            |          |          |          |      |          |          |          |          |          |          |  |  |          |        |        |        |        |        |  |  |            |  |  |  |  |  |          |  |  |  |  |  |  |  |  |  |
|              |      |      |      |      |      |  |  |            |            | 林博太郎   | 林博太郎   | 林博太郎   | 林博太郎   | 林博太郎 | 林博太郎 |          |      | 林友春   | 林友春   | 林友春   | 林友春   | 林友春   | 林友春   |  |  | 絢子     | 絢子   | 絢子   | 絢子   | 絢子   | 絢子   |  |  |            |  |  |  |  |  |          |  |  |  |  |  |  |  |  |  |
|              |      |      |      |      |      |  |  |            |            | 林博太郎   | 林博太郎   | 林博太郎   | 林博太郎   | 林博太郎 | 林博太郎 |          |      | 林友春   | 林友春   | 林友春   | 林友春   | 林友春   | 林友春   |  |  | 絢子     | 絢子   | 絢子   | 絢子   | 絢子   | 絢子   |  |  |            |  |  |  |  |  |          |  |  |  |  |  |  |  |  |  |
|              |      |      |      |      |      |  |  |            |            |            |            |            |            |          |          |          |      |          |          |          |          |          |          |  |  |          |        |        |        |        |        |  |  |            |  |  |  |  |  | 堀内基光 |  |  |  |  |  |  |  |  |  |
|              |      |      |      |      |      |  |  |            |            |            |            |            |            |          |          |          |      |          |          |          |          |          |          |  |  |          |        |        |        |        |        |  |  |            |  |  |  |  |  |          |  |  |  |  |  |  |  |  |  |
|              |      |      |      |      |      |  |  |            |            |            |            |            |            |          |          |          |      | 辻政信   | 辻政信   | 辻政信   | 辻政信   | 辻政信   | 辻政信   |  |  | 英子     | 英子   | 英子   | 英子   | 英子   | 英子   |  |  |            |  |  |  |  |  |          |  |  |  |  |  |  |  |  |  |
|              |      |      |      |      |      |  |  |            |            |            |            |            |            |          |          |          |      | 辻政信   | 辻政信   | 辻政信   | 辻政信   | 辻政信   | 辻政信   |  |  | 英子     | 英子   | 英子   | 英子   | 英子   | 英子   |  |  |            |  |  |  |  |  |          |  |  |  |  |  |  |  |  |  |
|              |      |      |      |      |      |  |  |            |            |            |            |            |            |          |          |          |      |          |          |          |          |          |          |  |  |          |        |        |        |        |        |  |  |            |  |  |  |  |  |          |  |  |  |  |  |  |  |  |  |
|              |      |      |      |      |      |  |  |            |            |            |            |            |            |          |          |          |      |          |          |          |          |          |          |  |  |          |        |        |        |        |        |  |  | 堀内光一郎 |  |  |  |  |  |          |  |  |  |  |  |  |  |  |  |
|              |      |      |      |      |      |  |  |            |            |            |            |            |            |          |          |          |      |          |          |          |          |          |          |  |  |          |        |        |        |        |        |  |  |            |  |  |  |  |  |          |  |  |  |  |  |  |  |  |  |
|              |      |      |      |      |      |  |  | 堀内良平   | 堀内良平   | 堀内良平   | 堀内良平   | 堀内良平   | 堀内良平   |          |          |          |      | 堀内一雄 | 堀内一雄 | 堀内一雄 | 堀内一雄 | 堀内一雄 | 堀内一雄 |  |  |          |        |        |        |        |        |  |  |            |  |  |  |  |  |          |  |  |  |  |  |  |  |  |  |
|              |      |      |      |      |      |  |  | 堀内良平   | 堀内良平   | 堀内良平   | 堀内良平   | 堀内良平   | 堀内良平   |          |          |          |      | 堀内一雄 | 堀内一雄 | 堀内一雄 | 堀内一雄 | 堀内一雄 | 堀内一雄 |  |  |          |        |        |        |        |        |  |  |            |  |  |  |  |  |          |  |  |  |  |  |  |  |  |  |
|              |      |      |      |      |      |  |  |            |            |            |            |            |            |          |          |          |      |          |          |          |          |          |          |  |  | 堀内光雄 |        |        |        |        |        |  |  |            |  |  |  |  |  |          |  |  |  |  |  |  |  |  |  |
|              |      |      |      |      |      |  |  |            |            |            |            |            |            |          |          |          |      |          |          |          |          |          |          |  |  |          |        |        |        |        |        |  |  |            |  |  |  |  |  |          |  |  |  |  |  |  |  |  |  |
|              |      |      |      |      |      |  |  | しげ       | しげ       | しげ       | しげ       | しげ       | しげ       |          |          |          |      | 初子     | 初子     | 初子     | 初子     | 初子     | 初子     |  |  |          |        |        |        |        |        |  |  |            |  |  |  |  |  |          |  |  |  |  |  |  |  |  |  |
| 堀内藤右衛門 |      |      |      |      |      |  |  | しげ       | しげ       | しげ       | しげ       | しげ       | しげ       |          |          |          |      | 初子     | 初子     | 初子     | 初子     | 初子     | 初子     |  |  |          |        |        |        |        |        |  |  |            |  |  |  |  |  |          |  |  |  |  |  |  |  |  |  |
|              |      |      |      |      |      |  |  |            |            |            |            |            |            |          |          |          |      | 堀内義男 |          |          |          |          |          |  |  |          |        |        |        |        |        |  |  |            |  |  |  |  |  |          |  |  |  |  |  |  |  |  |  |
|              |      |      |      |      |      |  |  |            |            |            |            |            |            |          |          |          |      |          |          |          |          |          |          |  |  |          |        |        |        |        |        |  |  |            |  |  |  |  |  |          |  |  |  |  |  |  |  |  |  |
| きう         | きう | きう | きう | きう | きう |  |  | 堀内喜太郎 | 堀内喜太郎 | 堀内喜太郎 | 堀内喜太郎 | 堀内喜太郎 | 堀内喜太郎 |          |          |          |      |          |          |          |          |          |          |  |  |          |        |        |        |        |        |  |  |            |  |  |  |  |  |          |  |  |  |  |  |  |  |  |  |
| きう         | きう | きう | きう | きう | きう |  |  | 堀内喜太郎 | 堀内喜太郎 | 堀内喜太郎 | 堀内喜太郎 | 堀内喜太郎 | 堀内喜太郎 |          |          |          |      |          |          |          |          |          |          |  |  |          |        |        |        |        |        |  |  |            |  |  |  |  |  |          |  |  |  |  |  |  |  |  |  |
|              |      |      |      |      |      |  |  |            |            |            |            |            |            |          |          |          |      | 堀内正夫 |          |          |          |          |          |  |  |          |        |        |        |        |        |  |  |            |  |  |  |  |  |          |  |  |  |  |  |  |  |  |  |
|              |      |      |      |      |      |  |  |            |            |            |            |            |            |          |          |          |      |          |          |          |          |          |          |  |  |          |        |        |        |        |        |  |  |            |  |  |  |  |  |          |  |  |  |  |  |  |  |  |  |
|              |      |      |      |      |      |  |  |            |            |            |            |            |            |          |          |          |      |          |          |          |          |          |          |  |  |          |        |        |        |        |        |  |  |            |  |  |  |  |  |          |  |  |  |  |  |  |  |  |  |
|              |      |      |      |      |      |  |  |            |            |            |            |            |            |          |          | 堀内宗平 |      |          |          |          |          |          |          |  |  |          |        |        |        |        |        |  |  |            |  |  |  |  |  |          |  |  |  |  |  |  |  |  |  |
|              |      |      |      |      |      |  |  |            |            |            |            |            |            |          |          |          |      |          |          |          |          |          |          |  |  |          |        |        |        |        |        |  |  |            |  |  |  |  |  |          |  |  |  |  |  |  |  |  |  |
|              |      |      |      |      |      |  |  |            |            |            |            |            |            |          |          |          |      |          |          |          |          |          |          |  |  |          |        |        |        |        |        |  |  |            |  |  |  |  |  |          |  |  |  |  |  |  |  |  |  |
|              |      |      |      |      |      |  |  |            |            |            |            |            |            |          |          |          |      |          |          | 堀内宗孝 |          |          |          |  |  |          |        |        |        |        |        |  |  |            |  |  |  |  |  |          |  |  |  |  |  |  |  |  |  |
|              |      |      |      |      |      |  |  |            |            |            |            |            |            |          |          |          |      |          |          |          |          |          |          |  |  |          |        |        |        |        |        |  |  |            |  |  |  |  |  |          |  |  |  |  |  |  |  |  |  |
|              |      |      |      |      |      |  |  | 堀内伝重   |            |            |            |            |            |          |          |          |      |          |          |          |          |          |          |  |  |          |        |        |        |        |        |  |  |            |  |  |  |  |  |          |  |  |  |  |  |  |  |  |  |
|              |      |      |      |      |      |  |  |            |            |            |            |            |            |          |          |          |      |          |          |          |          |          |          |  |  |          |        |        |        |        |        |  |  |            |  |  |  |  |  |          |  |  |  |  |  |  |  |  |  |
|              |      |      |      |      |      |  |  |            |            |            |            |            |            |          |          |          |      |          |          |          |          |          |          |  |  |          |        |        |        |        |        |  |  |            |  |  |  |  |  |          |  |  |  |  |  |  |  |  |  |
|              |      |      |      |      |      |  |  | 内藤政養   | 内藤政養   | 内藤政養   | 内藤政養   | 内藤政養   | 内藤政養   |          |          | 房子     | 房子 | 房子     | 房子     | 房子     | 房子     |          |          |  |  |          |        |        |        |        |        |  |  |            |  |  |  |  |  |          |  |  |  |  |  |  |  |  |  |
|              |      |      |      |      |      |  |  | 内藤政養   | 内藤政養   | 内藤政養   | 内藤政養   | 内藤政養   | 内藤政養   |          |          | 房子     | 房子 | 房子     | 房子     | 房子     | 房子     |          |          |  |  |          |        |        |        |        |        |  |  |            |  |  |  |  |  |          |  |  |  |  |  |  |  |  |  |

## 墓所・顕彰碑
身延山久遠寺の寺平身延山聖園。銅像と墓碑が併設されている。

## 著書

### 自著
- 『山藍新説』有隣堂、1897年3月。NDLJP:839899。
- 『幕末の偉人 江川太郎左衛門』、1905年3月。
- 『日蓮主義 努力の勝利』安国協会、1926年2月。
- 『勤皇の聖者 日蓮』安国協会、1928年4月。
- 『銃後の護り軍事扶助法』森田書房、1937年8月。NDLJP:1455741。
- 『皇道と日蓮』文昭社、1941年4月。NDLJP:1022795。
- 浩庵堀内良平『勤王侠客黒駒勝蔵』軍事界社、1943年。NDLJP:1025227。
- 『日本に於ける鉄道と自動車の前途に就て』信用調査講究会。

### 編集
- 『堀内伝重遺稿 聖母河畔の十六年[注釈 13]』堀内良平、1926年6月。NDLJP:1020446。